# Stage (album de Mónica Naranjo)
Cet article concerne l'album de Mónica Naranjo. Pour l'album de David Bowie, voir Stage.
Pour les articles homonymes, voir Stage (homonymie).
Albums de Mónica Naranjo
Tarantula
(2009)
Stage est le 8e album, et 1er album live, de la chanteuse Mónica Naranjo, sorti dans les bacs le 24 mars 2009
Enregistré à Madrid, au Palais des déportés, le 19 septembre 2008, l’album reprend l'intégralité du concert Tarantula Tour. Il est composé d'un album CD/DVD, reprenant le concert (audio et vidéo).

## Titres
1. Resurreciòn
2. Desàtame
3. Entender el amor
4. Solo se vive una vez
5. Pantera en libertad
6. Perra enamorada
7. Usted
8. Todo mentira
9. Diles que no
10. Idilio
11. Kambalaya
12. Para siempre
13. Amor Luio
14. Europa
15. Sobreviviré